# Нейрорізноманіття

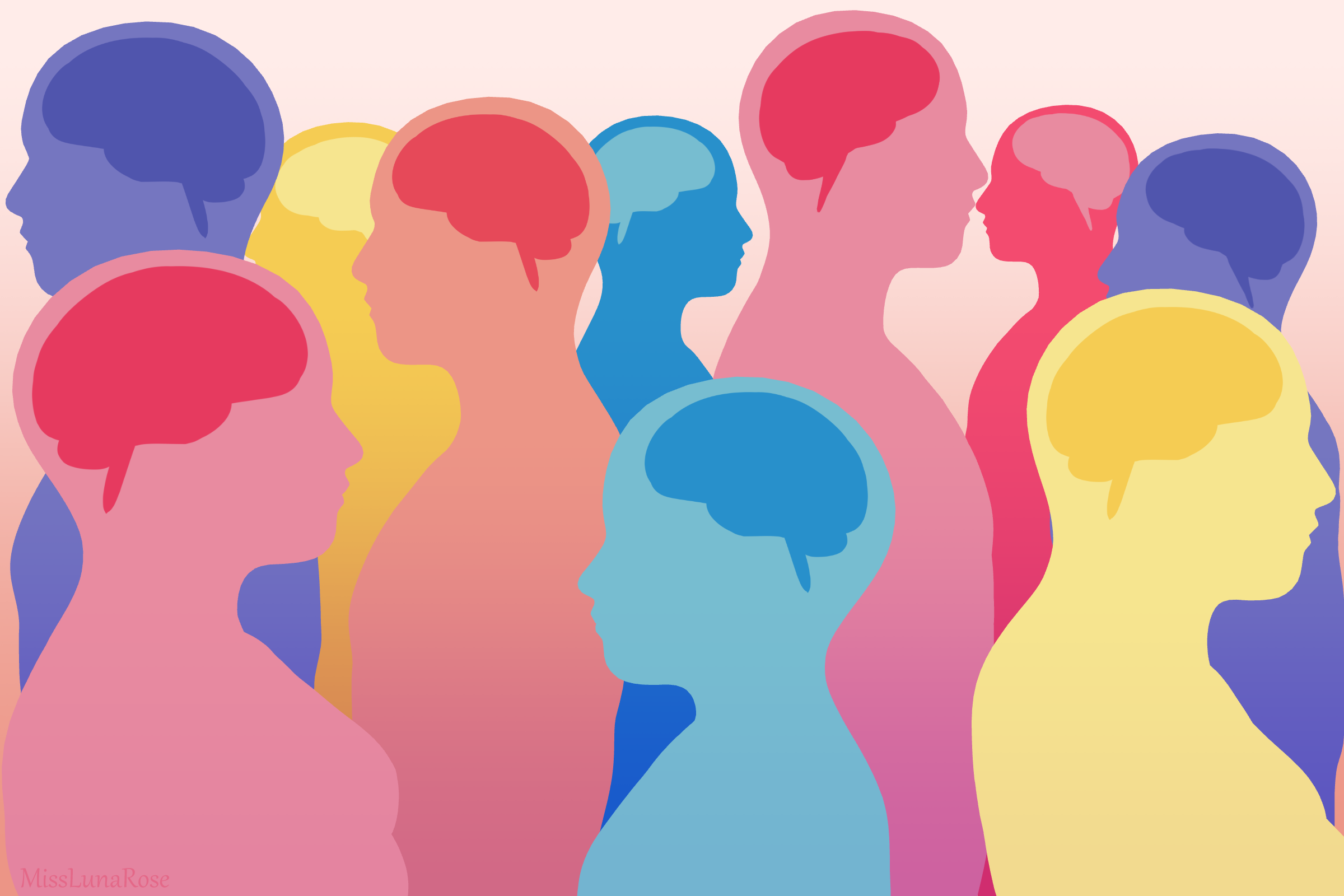
Аутистичне мистецтво зображуючи природну відмінність людських свідомостей

Нейрорізноманіття належить до різноманіття людського мозку та пізнання, наприклад, у соціальній поведінці, навчанні, увазі, настрої та інших психічних функціях.
Термін запровадила у 1998 році соціологиня Джуді Сінґер, яка допомогла популяризувати цю концепцію разом із журналістом Гарві Блюмом, і поміщає когнітивні варіації людини в контекст біорізноманіття та політики груп меншин. Ця точка зору виникла внаслідок руху за права людей з аутизмом, як виклик панівним поглядам на те, що деякі речі, які зараз класифікуються як розлади розвитку нервової системи, за своєю суттю є патологічними. Він ґрунтується на соціальній моделі інвалідності, згідно з якою інвалідність виникає через суспільні бар'єри, що взаємодіють з індивідуальними відмінностями, а не через те, що люди є інвалідами просто внаслідок притаманних недоліків.
Деякі прихильники та дослідники нейрорізноманіття, зокрема Джуді Сінґер і Патрік Дваєр, стверджують, що парадигма нейрорізноманіття є серединою між сильною медичною моделлю та сильною соціальною моделлю.
Подальша парадигма нейрорізноманіття викликала суперечки серед прихильників поняття інвалідності, опоненти стверджували, що вона ризикує применшити страждання, пов'язані з деякими вадами, і закликає прийняти те, що деякі хотіли б лікувати, а не приймати.
Дослідник з аутизмом Арі Нейман, один із головних активістів руху за нейрорізноманіття, запропонував підхід, заснований на рисах, тобто елементи медичної (або патологічної) моделі можна застосовувати для лікування певних рис, поведінки чи стани, які є внутрішньо шкідливими (наприклад, самоушкодження, порушення мовлення або інші супутні симптоми та розлади), тоді як підходи до нейрорізноманіття можна застосовувати до нешкідливих або адаптивних аутистичних рис (наприклад: самостимулювання, інтенсивні інтереси) тієї самої особи. Крім того, в останні роки були розроблені втручання, що підтверджують нейрорізноманіття, і реформують деякі втручання.

## Історія
Слово «нейрорізноманіття» приписують Джуді Сінґер, соціологу, яка описала себе як «імовірно десь з аутичного спектра». Вона використала цей термін у своїй дипломній роботі з соціології, опублікованій у 1999 році, спираючись на обговорення в списку розсилки «InLv» з іншими, включаючи американського журналіста та письменника Гарві Блюма, чия стаття 30 вересня 1998 року в «The Atlantic» була першою, у якій цей термін використано у друці. Цей термін означав відхід від попередніх теорій «звинувачення матері» щодо причини аутизму.
Деякі автори також віддають належне більш ранній роботі захисника аутизму Джима Сінклера щодо просування концепції нейрорізноманіття. Сінклер був головним першим організатором міжнародної онлайн-спільноти людей з аутизмом. Промова Сінклера 1993 року «Не сумуйте за нами» підкреслювала аутизм як прийнятний спосіб існування: «Неможливо відокремити людину від аутизму». У статті для «New York Times», написаній Блюмом 30 червня 1997, Блюм описав основу нейрорізноманіття використовуючи термін «неврологічний плюралізм». Блюм був першим прихильником, який передбачив роль Інтернету у розвитку міжнародного руху за нейрорізноманіття. 

## Нейротиповість
Нейротиповий (НТ, абревіатура від неврологічно типовий) — це неологізм, який широко використовується у русі за нейрорізноманіття як ярлик для не-нейровідмінних людей. Тобто будь-хто, хто має типовий нейротип, на відміну від людей з аутизмом, РДУГ, дислексією тощо. Цей термін був прийнятий як рухом за нейрорізноманіття, так і науковою спільнотою. Його не слід плутати з терміном аллістика, який відноситься конкретно до людей без аутизму, які можуть мати або не мати відмінного нейротипу.